# Luis González de Albelda y Cayro
Luis Carlos González de Albelda y Cayro, primer marqués de Cairo, (Moorcelle, Países Bajos, 28 de mayo de 1686 - Pamplona, Navarra, 30 de septiembre de 1765) fue un militar español, teniente general de los Reales Ejércitos y capitán general de Mallorca durante el reinado de Fernando VI de España.
Pertenecía a una familia española asentada en Flandes desde el XVI y que destacó en la milicia. Era barón de Albelda, señor de Ransbeque o Ranebeque, Vallestrade o Valersdrade y Galgebeelt o Galgevecelt, comendador de Zieza. Se casó con Catalina María Peregrina de Giudize y de la Sierra, hija de una dama de la reina Isabel de Farnesio, y en 1741 tuvo un hijo, Felipe, que falleció antes que Luis, por lo que los títulos pasaron a su sobrino, Pedro Francisco de Staal.
Ingresó en el ejército en 1707 y 1719 era ayudante de la Guardia valona. En 1732 fue nombrado capitán de las guardias y caballero de la Orden de Santiago y en 1733 fue ascendido a brigadier y nombrado inspector de caballería de Castilla, Extremadura y Andalucía. En 1740 ascendió a mariscal de campo y se le concedió el título de marqués del Cairo.
En 1742 fue nombrado comandante general interino y presidente de la Real Audiencia de Aragón y en 1747 ascendió a teniente general. De 1752 a 1761 fue capitán general de Mallorca, presidente de la Real Audiencia de Mallorca y juez privativo de la Renta Real del Tabaco. En mayo de 1761 fue nombrado virrey de Navarra, cargo que ocupó hasta su muerte en septiembre de 1765.